# Love of My Life (serie televisiva)
Love of My Life (Hayatımın Aşkı) è un serial televisivo drammatico turco trasmesso su Kanal D dal 15 maggio al 18 settembre 2016. 
In Italia la serie è andata in onda su Fox Life dal 6 febbraio al 6 aprile 2017 in day-time. 

## Trama
Gökçe Şenkal è una  ragazza non sposata che lavora presso l'agenzia pubblicitaria Ajans 237,  preoccupata dal fatto che tutti i suoi amici si sono sposati o stanno per sposarsi e lei no. Successivamente, Gökçe, fa la conoscenza di Demir Cerrahoğlu, il proprietario dell'agenzia in cui lavora. 

## Episodi
| Stagione       | Episodi | Episodi | Prima TV | Prima TV |
| Stagione       | Turchia | Italia  | Turchia  | Italia   |
| -------------- | ------- | ------- | -------- | -------- |
| Prima stagione | 17      | 44      | 2016     | 2017     |

## Personaggi e interpreti

### Personaggi principali
- Gökçe Şenkal (episodi 1-17), interpretata da Hande Doğandemir, doppiata da Cecilia Zincone.
- Demir Cerrahoğlu (episodi 1-17), interpretato da Serkan Çayoğlu, doppiato da Riccardo Scarafoni.
- Kaan (episodi 1-17), interpretato da Berk Hakman, doppiato da Gabriele Sabatini.
- Hikmet Senkal (episodi 1-17), interpretato da Zafer Algöz, doppiato da Raffaele Palmieri.
- Rezzan Senkal (episodi 1-17), interpretata da Zeynep Eronat, doppiata da Alessandra Chiari.
- Yonca Evcimik (episodi 1-17), interpretata da Yonca Evcimik, doppiata da Anna Cugini.
- Bartu Senkal (episodi 1-17), interpretata da Sadi Celil Cengiz, doppiato da Daniele Raffaeli.
- Sema (episodi 1-17), interpretata da Seda Türkmen, doppiata da Chiara Oliviero.
- Eylem (episodi 1-17), interpretata da Deniz Barut, doppiata da Deborah Ciccorelli.
- Nesrin Cerrahoğlu (episodi 1-17), interpretata da Ayşegül İşsever, doppiata da Marta Altinier.
- Rahmi (episodi 1-17), interpretato da Murat Parasayar, doppiato da Edoardo Nordio.
- Hakan (episodi 1-17), interpretato da Sarp Can Köroğlu, doppiato da Gianluca Cortesi.
- Sezen Senkal (episodi 1-17), interpretata da İlay Erkök, doppiata da Giorgio Locuratolo.
- Nilay (episodi 1-17), interpretata da Gizem Terzi,.doppiata da Mattea Serpelloni.
- Nilüfer (episodi 1-17), interpretata da Duygu Gök Boztepe, doppiata da Silvia Avallone.
- Hulusi Cerrahoğlu (episodi 1-17), interpretato da Avni Yalçın, doppiato da Sergio Luzi.
- Duru Cerrahoğlu (episodi 1-17), interpretata da Nazli Pinar Kaya.
- Nil (episodi 1-17), interpretata da Hilal Altınbilek.
- Hüseyin (episodi 1-17), interpretato da Ozkan Ayalp.
- Mustafa (episodi 1-17), interpretato da Metin Keçeci.

### Personaggi secondari
- Emre (episodi 12-17), interpretato da Emre Yetim.
- Adil (episodi 7-15), interpretato da Gokberk Demirci.
- Tarik (episodi 12-17), interpretato da İlker Aksum.
- Dündar (episodi 10-17), interpretato da Dogan Tank.
- Ayça (episodi 10-17), interpretata da Ilkyaz Kocatepe.
- Anil (episodio 1), interpretato da Murat Cemcir, doppiato da Luca Ciarciaglini.
- Ferda (episodio 1), interpretato da Ahmet Kural, doppiato da Federico Talocci.
- Yarkin (episodio 1), interpretato da Ayhan Tas.
- Nurse (episodio 16), interpretata da Farnaz Mahmoudi.
- Muharrem, doppiato da Teo Bellia.
- Sedat, doppiato da Gabriele Vender.
- Yeliz, doppiata da Alessandra Bellini.
- Melisa, doppiata da Mariagrazia Cerullo.
- Infermiera Hemsire, doppiata da Barbara Villa.
- Seda, doppiata da Carlotta Guido.

## Produzione
La serie è diretta da Hakan Kırvavaç, scritta da Gökhan Horzum ed Ekin Atalar e prodotta da Lucky Red Film.

### Riprese
Il primo episodio della serie, che aveva un grosso budget, è stato girato ad Adana, mentre i rimanenti sedici episodi sono stati girati in vari quartieri di Istanbul, in particolare a Kanlıca, Üsküdar e Kuleli Emek.

## Distribuzione
Composizione puntate Turchia
In originale la serie è composta da un'unica stagione di 17 puntate, ognuna delle quali ha una durata 120 minuti circa.
Composizione puntate Italia
In Italia la serie è composta da un'unica stagione di 44 puntate. Ognuna delle 17 puntate originali è suddivisa in due o in tre puntate da 40-45 minuti, come prevede la versione europea.

## Riconoscimenti
Pantene Golden Butterfly Awards
- 2016: Candidatura come Miglior attrice comica televisiva ad Hande Doğandemir
- 2016: Candidatura come Miglior attore in una commedia televisiva a Serkan Çayoğlu

Turkey Youth Awards
- 2017: Candidatura come Miglior attore televisivo a Serkan Çayoğlu